# Сосулин, Павел Антонович
Павел Антонович Сосулин (род. 21 сентября 1996, Ангарск, Иркутская область, Россия) — российский боксёр-любитель и профессионал, выступающий в первой средней и в средней весовых категориях.
Мастер спорта России, член национальной сборной России, чемпион России (2022), бронзовый призёр (2021) чемпионата России, победитель и призёр международных и всероссийских турниров в любителях.
Лучшая позиция по рейтингу BoxRec — 19-я (июль 2024) и являлся 2-м среди российских боксёров первой средней весовой категории, — входя в ТОП-160 лучших суперполусредневесов всей планеты.

## Биография
Родился 21 сентября 1996 года в городе Ангарск Иркутской области, в России

## Любительская карьера
В марте 2018 года в Санкт-Петербурге (Россия) участвовал в состязаниях 8-го сезона полупрофессиональной лиги World Series Boxing (WSB) в категории до 69 кг, победив по очкам (3:0) казаха Бекзода Халметова.

### 2021 год
В феврале 2021 года завоевал серебро в весе до 75 кг на представительном международном турнире «Странджа» проходившем в Софии (Болгария), в полуфинале победив казаха Нурканаса Райыса, но в финале проиграв украинцу Александру Хижняку.
В конце августа — начале сентября 2021 года в Кемерово участвовал на очередном чемпионате России в категории до 75 кг, где в первом раунде соревнований по очкам победил Ислама Салимова, в 1/8 финала по очкам победил Владислава Федюрина, в четвертьфинале по очкам победил Сергея Сергеева, но в полуфинале единогласным решением судей проиграл Джамбулату Бижамову из Дагестана — который в итоге стал двукратным чемпионом России 2020 и 2021 годов.

### 2022—2023 годы
В феврале 2022 года стал серебряным призёром в весе до 75 кг престижного международного турнира «Странджа» проходившем в Софии (Болгария), в финале единогласным решением судей проиграв опытному украинцу Александру Хижняку.
В начале октября 2022 года в Чите стал чемпионом России в категории до 75 кг, где он в 1/8 финала соревнований по очкам единогласным решением судей (5:0) победил Абдуллу Ибрагимова, в четвертьфинале по очкам единогласным решением судей (5:0) победил чеченца Бешто Шавлаева, в полуфинале он единогласным решением судей победил своего земляка Никиту Кузьмина из Санкт-Петербурга, и в финале единогласным решением судей победил опытного Джамбулата Бижамова.
В феврале 2023 года стал победителем международного турнира на призы короля Марокко Мухаммеда VI в Марракеше (Марокко). Где он в четвертьфинале по очкам единогласным решением судей победил опытного марокканца Мохаммеда Рабии, затем в полуфинале досрочно техническим нокаутом в 3-м раунде победил опытного боксёра из ДР Конго Дэвида Тшама, а в финале по очкам раздельным решением судей (4:1) победил опытного итальянца Сальваторе Кавальяро.
В мае 2023 года, в Ташкенте (Узбекистан) участвовал на чемпионате мира, в весе до 75 кг. Где он в 1/16 финала соревнований по очкам раздельным решением судей (3:1) победил индийского боксёра Сумита Кунду, но в 1/8 финала по очкам раздельным решением судей (3:4) проиграл французу Морено Фендеро, — который в итоге стал бронзовым призёром чемпионата мира 2023 года.

## Профессиональная карьера
1 декабря 2018 года у Павла состоялся дебютный бой на профессиональном ринге в первом среднем весе, в котором он победил решением большинства судей (счёт: 38-38, 40-36 — дважды) соотечественника Алана Джанаева (2-0).
В июне 2022 года в составе команды Сборной России стал победителем коммерческого командного Интерконтинентального Кубка «Лига бокса» прошедшего в Москве, и организованного букмекерской компанией «Лига Ставок» и телеканалом «Первый канал». Кубок прошёл по полупрофессиональным правилам: проходили 4-х раундовые бои по профессиональным правилам, но в мягких любительских боксёрских перчатках. Сосулин участвовал во всех четырёх турнирах этого Кубка выступая в весе до 75 кг, и победил единогласным решением судей венесуэльца Адриана Переса из команды Америки, также победил техническим нокаутом во 2-м раунде намибийца Лукаса Ндафолуму из команды Африки и дважды победил единогласным решением судей казаха Сапарбая Айдарова из команды Азии.

## Статистика профессиональных боёв
В таблице перечислены результаты всех поединков боксёров.
В каждой строке указан результат поединка. Дополнительно номер поединка обозначен цветом, который обозначает итог поединка. Расшифровка обозначений и цветов представлена в нижеследующей таблице.
| Пример | Расшифровка                     |
| ------ | ------------------------------- |
|        | Победа                          |
|        | Ничья                           |
|        | Поражение                       |
|        | Планируемый поединок            |
|        | Поединок признан несостоявшимся |
| КО     | Нокаут                          |
| ТКО    | Технический нокаут              |
| PTS    | Решение судей (по очкам)        |
| UD     | Единогласное решение судей      |
| MD     | Решение большинства судей       |
| SD     | Раздельное решение судей        |
| RTD    | Отказ от продолжения боя        |
| DQ     | Дисквалификация                 |
| NC     | Поединок признан несостоявшимся |

| 7 поединков, 7 побед (2 нокаутом). | 7 поединков, 7 побед (2 нокаутом). | 7 поединков, 7 побед (2 нокаутом). | 7 поединков, 7 побед (2 нокаутом). | 7 поединков, 7 побед (2 нокаутом).                          | 7 поединков, 7 побед (2 нокаутом). | 7 поединков, 7 побед (2 нокаутом).                           |
| Бой                                | Рекорд                             | Дата боя                           | Соперник                           | Место проведения боя                                        | Раундов, время                     | Дополнительно                                                |
| ---------------------------------- | ---------------------------------- | ---------------------------------- | ---------------------------------- | ----------------------------------------------------------- | ---------------------------------- | ------------------------------------------------------------ |
| 7                                  | 7-0                                | 2 апреля 2022                      | Игорь Иванченко (5-0)              | УСК «Крылья Советов», Москва, Россия                        | UD 8 (8)                           | Счёт: 80-73, 79-73 (дважды).                                 |
| 6                                  | 6-0                                | 11 сентября 2021                   | Артём Ляшевич (3-0-1)              | ДС им. Ивана Ярыгина, Красноярск, Красноярский край, Россия | TKO 3 (8), 1:46                    |                                                              |
| 5                                  | 5-0                                | 4 июня 2021                        | Павел Семёнов (24-16-2)            | Сибур Арена, Санкт-Петербург, Россия                        | UD 8 (8)                           | Счёт: 79-72, 79-71 (дважды).                                 |
| 4                                  | 4-0                                | 20 марта 2021                      | Дмитрий Атрохов (16-8)             | ДС «Мегаспорт», Москва, Россия                              | UD 6 (6)                           | Счёт: 60-54, 59-55 (дважды).                                 |
| 3                                  | 3-0                                | 21 декабря 2020                    | Евгений Никитин (5-4)              | Hotel Azimut, Санкт-Петербург, Россия                       | UD 6 (6)                           | Счёт: 60-54 (трижды).                                        |
| 2                                  | 2-0                                | 24 февраля 2019                    | Бека Мурджикнели (6-7)             | Центральный зал бокса, Санкт-Петербург, Россия              | TKO 2 (6), 1:42                    |                                                              |
| 1                                  | 1-0                                | 1 декабря 2018                     | Алан Джанаев (2-0)                 | КЦ Галактика, Эстосадок, Краснодарский край, Россия         | MD 4 (4)                           | Счёт: 38-38, 40-36 (дважды). Дебют в профессиональном боксе. |

## Спортивные результаты

### В любителях
- Чемпионат России по боксу 2021 — ;
- Чемпионат России по боксу 2022 — .